# بارنیویل (اکلاهما)
بارنیویل (به انگلیسی: Burneyville) یک منطقهٔ مسکونی در ایالات متحده آمریکا است که در شهرستان لاو، اکلاهما واقع شده‌است.